# Mitromorpha fusiformis
Mitromorpha fusiformis é uma espécie de gastrópode do gênero Mitromorpha, pertencente a família Mitromorphidae.